# Чикен Макнаггетс
Чикен Макнаггетс (англ. Chicken McNuggets) — тип куриных наггетсов, продаваемых международной сетью ресторанов быстрого питания McDonald's. Они состоят из небольших кусков бескостного куриного мяса, обжаренных в кляре и во фритюре. Чикен Макнаггетсы были придуманы Keystone Foods в конце 1970-х годов и представлены на некоторых рынках в 1981 году. Наггетсы стали доступны по всему миру к 1983 году после устранения проблемы с поставками. Рецепт Чикен Макнаггетсов был изменён в 2016 году, убрав из состава искусственные консерванты. В сети ресторанов McDonald's можно купить Чикен Макнаггетсы в упаковке по шесть, девять или двадцать штук.
Наггетсы выпускаются в четырёх формах: «колокольчик», «косточка», «мяч» и «ботинок». Причина наличия четырёх разных форм — обеспечение одинакового времени приготовления для пищевой безопасности.

## Состав
В состав Чикен Макнаггетсов входят около 30 ингредиентов. В наггетсах есть растительное масло, которое в общем представляет собой смесь из четырёх масел: рапсового, кукурузного, соевого и гидрогенизированного соевого масла. Для хрустящей панировки используют растительные крахмалы: пшеничный, рисовый, гороховый, кукурузный и модифицированный кукурузный крахмал.
Для усиления вкуса используют соль, декстрозу, специи, натуральные ароматизаторы и дрожжевые экстракты.